# 밀스트리트

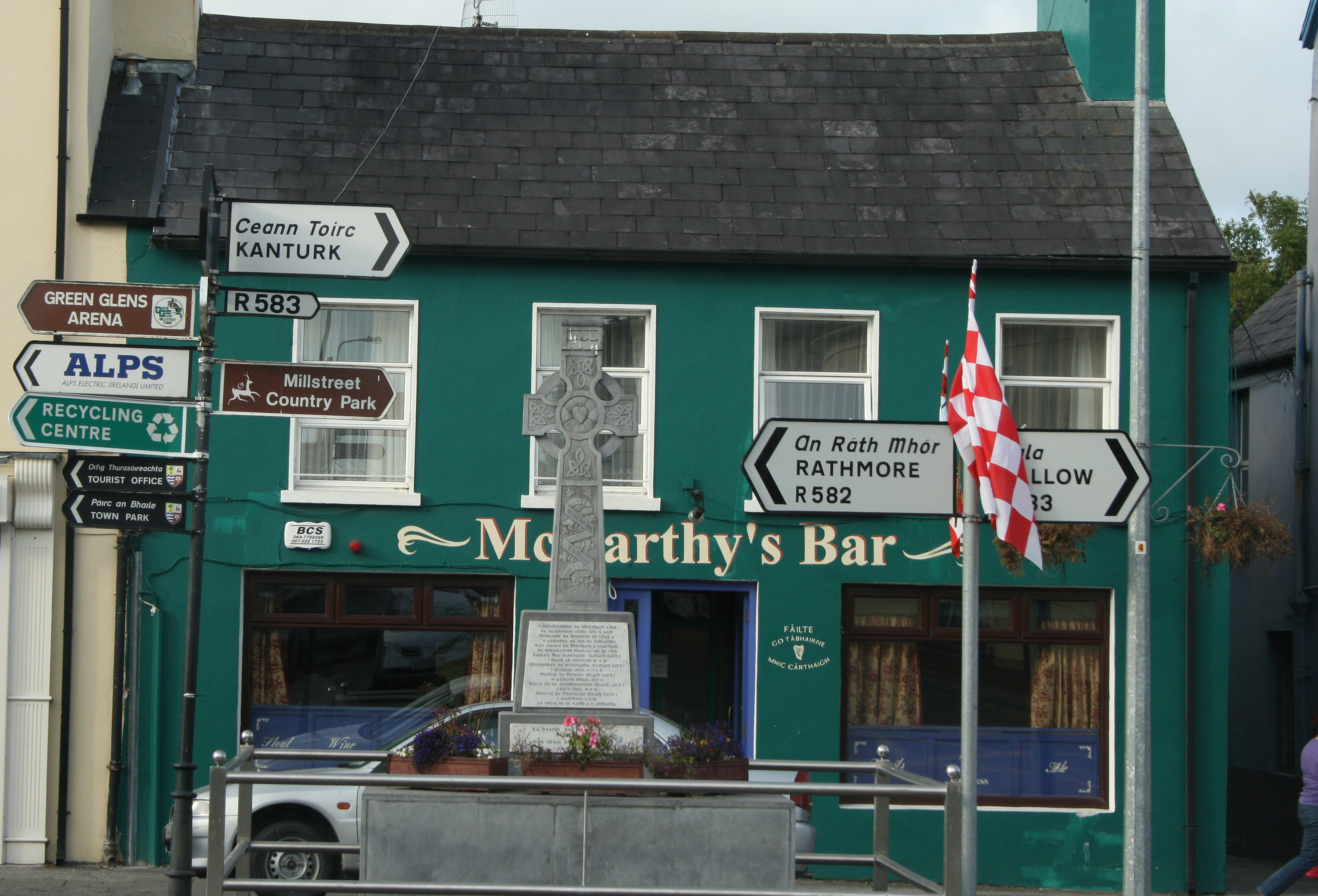
밀스트리트

밀스트리트(영어: Millstreet, 아일랜드어: Sráid an Mhuilinn)는 아일랜드 코크주의 도시로 인구는 약 1,500명이다. 맬로(Mallow)-킬라니(Killarney)-트랠리(Tralee)를 연결하는 철도가 지나간다. 1993년 유로비전 송 콘테스트가 열린 곳이기도 하다.